# British Commonwealth Games 1974/Badminton
Die British Commonwealth Games 1974 waren die zehnte Ausgabe jener Veranstaltung, die heute unter dem Namen Commonwealth Games bekannt ist. Sie fanden vom 24. Januar bis 2. Februar 1974 in der neuseeländischen Stadt Christchurch statt. Folgend die Medaillengewinner und Finalresultate im Badminton.

## Medaillengewinner
| Disziplin    | Gold                        | Silber                         | Bronze                        |
| ------------ | --------------------------- | ------------------------------ | ----------------------------- |
| Herreneinzel | Punch Gunalan               | Jamie Paulson                  | Derek Talbot                  |
| Dameneinzel  | Gillian Gilks               | Margaret Beck                  | Sylvia Ng                     |
| Herrendoppel | Elliot Stuart Derek Talbot  | Ray Stevens Mike Tredgett      | Punch Gunalan Dominic Soong   |
| Damendoppel  | Margaret Beck Gillian Gilks | Margaret Boxall Susan Whetnall | Rosalind Singha Ang Sylvia Ng |
| Mixed        | Derek Talbot Gillian Gilks  | Paul Whetnall Nora Gardner     | Elliot Stuart Susan Whetnall  |

## Finalresultate
| Disziplin    | Sieger                      | Finalist                       | Ergebnis                  |
| ------------ | --------------------------- | ------------------------------ | ------------------------- |
| Herreneinzel | Punch Gunalan               | Jamie Paulson                  | 15–1, 15–6                |
| Dameneinzel  | Gillian Gilks               | Margaret Beck                  | 11–8, 11–8                |
| Herrendoppel | Elliot Stuart Derek Talbot  | Ray Stevens Mike Tredgett      | 15-6, 6-15, 15–11         |
| Damendoppel  | Margaret Beck Gillian Gilks | Margaret Boxall Susan Whetnall | 15–7, 15–5                |
| Mixed        | Derek Talbot Gillian Gilks  | Paul Whetnall Nora Gardner     | w/o (Verletzung Whetnall) |